# Балка Глиняна
Балка Глиняна — балка (річка) в Україні у Кропивницькому районі Кіровоградської області. Ліва притока річки Аджамки (басейн Чорного моря).

## Опис
Довжина балки приблизно 4,89 км, найкоротша відстань між витоком і гирлом — 4,57 км, коефіцієнт звивистості річки — 1,07. Формується декількома струмками та загатами. На деяких ділянках балка пересихає.

## Розташування
Бере початок на південно-західній стороні від села Мошорине. Тече переважно на південний захід і на південній околиці села Павло-Миколаївка впадає в річку Аджамку, ліву притоку річки Інгулу.